# Lady Rose's Daughter
Lady Rose's Daughter é um filme mudo do gênero drama produzido nos Estados Unidos e lançado em 1920. É atualmente considerado filme perdido.